# Epipremnum papuanum
Epipremnum papuanum és una espècie de planta amb flors del gènere Epipremnum i de la família de les aràcies (Araceae).

## Descripció
Epipremnum papuanum és una enfiladissa perennifoli de fulla perenne, que s'enfila per estructures a manera d'arbres amb l'ajuda d'arrels aèries, amb fulles simples o pinnades (vegeu a Tipus de fulles) i les flors dins d'espates verdes, però aquestes flors normalment no es veuen a plantes cultivades ja que simplement no tenen les condicions adequades per créixer.

## Distribució i hàbitat
Epipremnum papuanum és originària de l'illa de Nova Guinea.
En el seu hàbitat creix en forma de liana.

## Taxonomia
Epipremnum papuanum va ser descrita per Cornelis Rugier Willem Karel van Alderwerelt van Rosenburgh i publicat a Bulletin du Jardin Botanique de Buitenzorg, sér. 2 1: 377, a l'any 1920.
Etimologia
Epipremnum: nom genèric de dues paraules gregues ἐπί (damunt) i πρέμνον (soca).
papuanum: epítet geogràfic que al·ludeix a la seva àrea de distribució a Papua Nova Guinea.